# フール・オン・ザ・ヒル
「フール・オン・ザ・ヒル」（The Fool on the Hill）は、ビートルズの楽曲である。1967年11月にアメリカでキャピトル・レコードから発売されたLP『マジカル・ミステリー・ツアー』と、同年12月にパーロフォンから発売された同名の2枚組EPに収録された。レノン＝マッカートニー名義となっているが、ポール・マッカートニーによって書かれた楽曲。大衆には理解されていないが、実際には賢い孤独な人物を題材とした楽曲で、オランダのデザイナー集団「ザ・フール」と、同名のタロットカードに由来している。また、マッカートニーはマハリシ・マヘーシュ・ヨーギーからインスピレーションを得たとしている。
1967年に放送されたテレビ映画『マジカル・ミステリー・ツアー』の挿入歌で、本作が使用されたシーンはフランスのニースでマッカートニーのみが参加して撮影された。
1968年にセルジオ・メンデス&ブラジル'66によってカバーされ、Billboard Hot 100でトップ10入りを果たした。その後、1970年代後半までに、多くのアーティストによってカバーされた。1996年に発売された『ザ・ビートルズ・アンソロジー2』には、マッカートニーによるデモ音源とテイク4が収録された。

## 背景
「フール・オン・ザ・ヒル」は、大衆には理解されていないが、実際には賢い孤独な人物を題材とした楽曲。マッカートニーは、1997年に出版された伝記『ポール・マッカートニー: メニー・イヤーズ・フロム・ナウ』で、タイトルがオランダのデザイナー集団「ザ・フール」と、同名のタロットカードに由来していることを明かしている。また、本作の人物像については、「マハリシ・マヘーシュ・ヨーギーのような人物のことを歌った曲だと思う。彼を中傷する人たちは彼のことを愚か者呼ばわりしていた。なぜなら彼の笑い方に真剣さが感じられなかったからさ」と語っている。
ビートルズのデビュー前より交流のあったアリステア・テイラーは、著書『Yesterday: My Life With the Beatles』で「マッカートニーが愛犬のマーサとプリムローズ・ヒルを散歩しているときに、不思議な男に出会ったことから着想を得た楽曲」と書いている。
マッカートニーは、1967年3月に「ウィズ・ア・リトル・ヘルプ・フロム・マイ・フレンズ」を書いている途中で、ジョン・レノンに本作を演奏して聴かせた。この時点でメロディは完成していたが、歌詞は未完成であった。楽曲に感銘を受けたレノンは、マッカートニーに歌詞をメモに書き残しておくように勧めた。1980年の『プレイボーイ』誌のインタビューで、レノンは本作について「これはポールの曲さ。良い歌詞だ。彼が完璧な曲を作る能力を持っているという証さ」と語っている。

## レコーディング
ビートルズは、テレビ映画『マジカル・ミステリー・ツアー』プロジェクトのために、「フール・オン・ザ・ヒル」のレコーディングを行なった。これは、マネージャーのブライアン・エプスタインの死後、ビートルズにとって初のプロジェクトとなり、広報のトニー・バーロウによると、マッカートニーはこの映画が「ビートルズの映画のプロデューサー」としての自分と「メンバーのキャリアにおけるまったく新しい局面」を築くことを想定していたとのこと。1967年9月6日にマッカートニーは、「フール・オン・ザ・ヒル」のデモ音源を録音した。この日のデモ音源は、1996年に発売された『ザ・ビートルズ・アンソロジー2』に収録された。
9月25日から本格的なレコーディングが開始され、26日に大幅なオーバー・ダビングが施された。マーク・ルイソンは、9月26日のセッションは「ほとんど作り直し」だったと述べている。9月27日にマッカートニーの追加のボーカル、10月20日に外部ミュージシャンによるフルートがオーバー・ダビングされた。なお、完成した楽曲のエンディング部分には、「トゥモロー・ネバー・ノウズ」を思わせる鳥の鳴き声のような音が含まれている。
2015年に元ムーディー・ブルースのレイ・トーマスは、ムーディー・ブルースに在籍していた当時、メンバーのマイク・ピンダーと共に本曲のレコ―ディングに参加してハーモニカを演奏した、と述べた。

## テレビ映画『マジカル・ミステリー・ツアー』での使用
エプスタインの個人秘書であったアリステア・テイラーによると、マッカートニーは10月下旬に「失踪」し、帰国後に初めて「フール・オン・ザ・ヒル」の場面の撮影のためにフランスに行っていたことを知ったとのこと。マッカートニーは、カメラマンのオーブリー・ドゥーワーと共にニースを訪れ、10月31日の夜明けに撮影を行なった。ロケ地はニースから内陸に入った山中で、マッカートニーはドゥーワーが日の出を撮影している間、曲に合わせて口パクをした。エプスタインの死後、ビートルズのビジネス関係の調整を行なっていたピーター・ブラウンは、マッカートニーがニースから電話で撮影用の新しいカメラレンズを送ってくれるように頼んできたと回想している。ブラウンによると、ロケの費用は4000ポンド相当であったとのこと。テイラーは、「映像は素晴らしいもので、間違いなく曲を引き立てている」と述べている。
映像では、マッカートニーが思索にふけったり、丘の中腹ではしゃいでいる様子が確認できる。マッカートニーは、「すべてアドリブだった」と振り返り、ドゥーワーには「そうだ、あそこまで行って、踊らせてほしい。この岩からこの岩まで踊らせてほしい。太陽が昇っているところをたくさん撮ってくれ」と指示していたという。作家のフィリップ・ノーマンは、『マジカル・ミステリー・ツアー』の音楽以外の面では刺激を受けなかったものの、テレビ映画の「連続ポップ・ビデオ」という面では、レノン、マッカートニー、ハリスンの「急速に台頭する3人のソロの才能をめぐる」ものとして成功していると主張している。ノーマンは、「マッカートニーのほぼ『イエスタデイ』サイズの将来的なスタンダードの場面は、プロヴァンズの山腹で、大きな茶色の瞳とめくれたオーバーコートに身を包んだシンガーを示している」と述べている。作家のジョナサン・グールドは、この場面について「丘の上のポールが、あたかも道化がファッション広告のモデルであるかのように演じている…過剰とも言える映像」と表現している。

## リリース
1967年11月27日にアメリカでキャピトル・レコードから『マジカル・ミステリー・ツアー』が発売され、「フール・オン・ザ・ヒル」は「マジカル・ミステリー・ツアー」に続くA面2曲目に収録された。イギリスでは12月8日に発売された2枚組EP『マジカル・ミステリー・ツアー』のC面1曲目に収録された。
テレビ映画『マジカル・ミステリー・ツアー』での本作のシーンの撮影時、マッカートニーとドゥーワーがカチンコを使用しなかったことから、映画の編集過程で最も問題となった。映画は12月26日にイギリスのBBC1で放送されたが、カラーでは白黒での放送となった。映画はビートルズにとって初の失敗作となり、アメリカのネットワークは同作の上映を断念した。ブラウンは映画の失敗をマッカートニーの責任としている。ブラウンによると、私的な上映会で経営陣が満場一致で「ひどかった」という反応を示したのに対し、マッカートニーはこの映画が暖かく迎えられると確信し、プロジェクトを中止してバンドが恥をかかないようにするというブラウンの忠告を無視したという。マッカートニーは自伝『Many Years from Now』の中で、レノンの「アイ・アム・ザ・ウォルラス」が含まれていることを『マジカル・ミステリー・ツアー』の正当化できる理由として挙げ、「フール・オン・ザ・ヒル」の場面を「この映画のもう一つの救い」として強調している。
ビートルズ解散から3年後の1973年、「フール・オン・ザ・ヒル」はコンピレーション・アルバム『ザ・ビートルズ1967年〜1970年』に収録された。2010年に公開されたジェイ・ローチ監督による映画作品『奇人たちの晩餐会 USA』でオープニングテーマとして使用された。映画の制作会社であるパラマウント映画とドリームワークスは使用するにあたり150万ドルを支払ったことを明かしている。2006年にシルク・ドゥ・ソレイユのミュージカルのサウンドトラック盤として発売された『LOVE』が、2011年にiTunes Storeで配信が開始された際に、ボーナス・トラックとして他のビートルズの楽曲とコラージュされた音源が収録された。

## 評価
映画が不評であったのに対し、そのサウンドトラック・アルバムとなったEPとLPは批評家から好意的な評価を得た。『メロディ・メイカー』誌のボブ・ドウバーンは、EPを「ポピュラーなタッチを組み合わせた独創性において、世界にいる他のどのポップ・グループを近づくことのできない6曲」と評し、「フール・オン・ザ・ヒル」を「典型的なビートルズの叙情的なバラード」とし、「優れたシングルA面曲になるだろう」と述べた。『ニューヨーク・タイムズ』紙のリチャード・ゴールドスタインは、『サージェント・ペパー』以上に『マジカル・ミステリー・ツアー』が、ビートルズが真のロックの価値から離れ、スタジオの技術やモチーフに過度に依存したことを示していると嘆く一方で、本作を「とても愛すべきもの」「アルバムの中で最も心に残る」という考えを示し、「空想家としての道化というものは、よくあるテーマ。しかし、陳腐さを表現する素敵な方法であり、これはその1つだ」と結論づけている。
レックス・リードは、『HiFi/Stereo Review』誌で、LP『マジカル・ミステリー・ツアー』に対して否定的な評価をしているが、「フール・オン・ザ・ヒル」を「このディスクの中で歌詞が理解できないほど歪んでいない唯一の楽曲」と評し、楽曲中のフルートのパートを称賛している。リードは、ビートルズを「最低のエンターテイナーであり、何の才能もない音痴のミュージシャン」と切り捨て、「『フール・オン・ザ・ヒル』はおそらく歌える人たちに取り上げられるだろうし、そうなればもっと好きになるかもしれない」と付け加えている。1968年5月に『エスクァイア』誌に寄稿したロバート・クリストガウは、「サイモン&ガーファンクルの仲間や、それにふさわしい超越的な瞑想者のお気に入りになる兆しを見せている。追放者と空想家のテーマを無邪気に表現したこの曲は、ビートルズがこれまでに録音した曲の中で最悪の曲かもしれない」と述べている。同年7月に『ローリング・ストーン』誌に寄稿したジョン・ランドーは、「Rock and Art」という記事の中で、ロックンロールの基本的な価値が芸術的な美学のために失われたことを嘆き、ビートルズの最近の作品においてその傾向が特に顕著なものと述べている。ランドーは、この曲は「彼らの以前の自己の完全なる否定」を表していて、「初期のビートルズが萎縮させようとしていたすべての性質を兼ね備えている。それは敬虔で、わずかに独善的で、ユーモアがなく、まったく肉体的ではない」と述べている。
『NME』誌のロイ・カーとトニー・タイラーは、同じく『マジカル・ミステリー・ツアー』に収録の「アイ・アム・ザ・ウォルラス」と共に「遥かに優れた楽曲」と評し、ニコラス・シャフナーは、著書『The Beatles Forever』の中で、本作と「アイ・アム・ザ・ウォルラス」を「ビートルズの曲としては史上最も印象深い2曲」とし、本作について「マッカートニーの最も抗しがたい、普遍的なバラードの1つで、童話や、君主がより学識ある弁護士よりも宮廷道化師を重んじる話や、ドストエフスキーの『白痴』にある文学的テーマをうまくポップ・ミュージックに落とし込んだ歌詞である」と述べている。
ボブ・ウォフィンデンは、「映画プロジェクトはエプスタインの死後、マッカートニーの主張であまりにも早く着手されたもので、マッカートニーの誤ったリーダーシップは、彼が『フール・オン・ザ・ヒル』のために作った「特にナルシスティック」な場面にも繁栄されている」と述べている。ティム・ライリーは、「歌詞はリスナーに対して、心の琴線に触れる方法以外、ほとんど何も教えてくれない」「この曲の可能性はその中身を凌駕しており、『ミッシェル』以来の最も価値のないビートルズのスタンダード・ナンバー」と評価している。音楽評論家のイアン・マクドナルドは、メロディについて「痛烈な表現力」と称賛し、歌詞について「決してコミットしないことで感情を回避し、いくつもの異なる解釈の可能性を残している」と述べている。マクドナルドは、本作を「時間とあせりの止まった場所で、世界の上に平和に構えている、空気のような創造物」と表現し、「その時代を超えた魅力は…子供のような知恵とこの世のものではない、その逆説的な空気にある」と述べている。『ラフガイド』に寄稿したクリス・インガムは、ビートルズの「重要な」楽曲の1つとして「フール・オン・ザ・ヒル」を挙げている。インガムは、本作のメロディを「妖艶」とし、「この曲の楽しさの1つは、繊細に判断された叙情的な曖昧さであり、美しい広々としたアレンジ（フルート、リコーダー、バス・ハーモニカ、ブラシでささやくように叩いたドラム）と共に、無数の暗示的な意味が聴き手の想像力を惑わすように浮かんでくることであろう」と述べている。
2006年に『モジョ』誌が発表した「The 101 Greatest Beatles Songs」の第71位、2012年にニューヨークのラジオ局WAXQが発表した「420th-best classic rock song of all time」、2018年に『タイムアウト・ロンドン』誌が発表した「The 50 Best Beatles songs」で第34位にランクインした。

## マッカートニーによるライブでの演奏
楽曲発表時、ビートルズはライブを行なっていなかったため、ビートルズ時代にライブで演奏されることはなかった。解散後初めてビートルズ時代の楽曲がセットリストに含まれたウイングスのワールドツアー（1975年 - 1976年）で演奏することが検討されたが、最終的に演奏されることはなかった。その後、1979年のウイングスのイギリスツアーで初めて演奏された。
1989年から1990年にかけて行なわれたソロ名義でのワールドツアーでも演奏されており、同ツアーでは1960年代にサイケデリックなデザインを施したピアノで演奏され、マーティン・ルーサー・キング・ジュニアの演説「I Have a Dream」の一部が引用された。ワールドツアー最終日に行なわれた記者会見で、マッカートニーは本作について「正しい答えを持っているのに、人々から嘲笑されやすい人についての曲」とコメントしている。1990年1月13日のウェンブリー・アリーナ公演でのライブ音源が『ポール・マッカートニー・ライブ!!』に収録された。その後2001年から2002年に行われた「Driving World Tour」でも演奏され、同ツアーからのライブ音源が『バック・イン・ザ・U.S. -ライブ2002』や『バック・イン・ザ・ワールド』に収録された。

## クレジット
※出典。
ビートルズ
- ポール・マッカートニー - ボーカル、ピアノ、アコースティック・ギター、リコーダー、ベース、ティン・ホイッスル
- ジョン・レノン - クラシック・ギター、ハーモニカ、ジューズ・ハープ
- ジョージ・ハリスン - 12弦アコースティック・ギター、ハーモニカ
- リンゴ・スター - ドラム、マラカス、フィンガーシンバル

外部ミュージシャン
- クリストファー・テイラー、リチャード・テイラー、ジャック・エロリー - フルート

## カバー・バージョン

### セルジオ・メンデス&ブラジル'66によるカバー
セルジオ・メンデス&ブラジル'66は、1968年にボサノヴァ調にアレンジしてカバーした。リード・ボーカルはラニ・ホールが担当した。1968年7月にシングル盤として発売され、Billboard Hot 100で最高位6位を記録した。また、同年には同名のアルバムも発売された。
2018年にメンデスは、1967年にプロデューサーのハーブ・アルパートから『マジカル・ミステリー・ツアー』を紹介され、「フール・オン・ザ・ヒル」のメロディに感動したことと、マッカートニーから本作をカバーしたことに対する感謝の手紙が送られてきたことを明かした。

### その他のアーティストによるカバー
1960年代後半にキャバレーのパフォーマーの間で特に人気の高い曲とされ、1970年代後半までに多数のアーティストによってカバーされており、最もカバーされたマッカートニーの作品のひとつとなっている。
1971年にシャーリー・バッシーによるカバー・バージョンが発表され、全英シングルチャートで最高位48位を獲得した。1976年に公開されたミュージカル映画『映画と実録でつづる第二次世界大戦』では、ヘレン・レディによるカバー・バージョンが使用された。2014年にCBSで放送された『The Night That Changed America: A Grammy Salute to The Beatles』では、ユーリズミックスによってカバーされた。
そのほかアッカー・ビルク、ボビー・ジェントリー、フォー・トップス、パトリシア・バーバー、パーシー・フェイス、ペトゥラ・クラーク、レイ・スティーブンス、ミッキー・ドレンツらによってカバーされ、日本では森山良子、山下和仁、村治佳織、竹井詩織里らによってカバーされた。